# وروار كستنائي الرأس
وروار كستنائي الرأس (الاسم العلمي: Merops leschenaulti) هو نوع من الطيور يتبع جنس الوروار من فصيلة الوروارية.